# بريك هالي
بريك هالي (بالإنجليزية: Brick Haley)‏ هو مدرب رياضي أمريكي، ولد في 16 مايو 1966 في غادسدن في الولايات المتحدة.